# Dům U Zlatého orla (Malé náměstí)
Dům U Zlatého orla (také dům U Koruny) je třípatrový dům na Malém náměstí čp. 457/13 v Praze 1 na Starém Městě. Jedná se o původně románský dům, goticky rozšířený, při renesanční přestavbě zvýšený, později opatřený vrcholně barokní fasádou a novobarokní úpravou parteru. Od roku 1964 je kulturní památkou.

## Historie a popis
Název původně románského a ve 13. až 14. století goticky rozšířeného domu U zlatého orla je doložen již v roce 1428. Při renesanční přestavbě na počátku 17. století byl dům zvýšen o 3. patro; průčelí do Malého náměstí má vrcholně barokní fasádu, vzniklou krátce před rokem 1725.

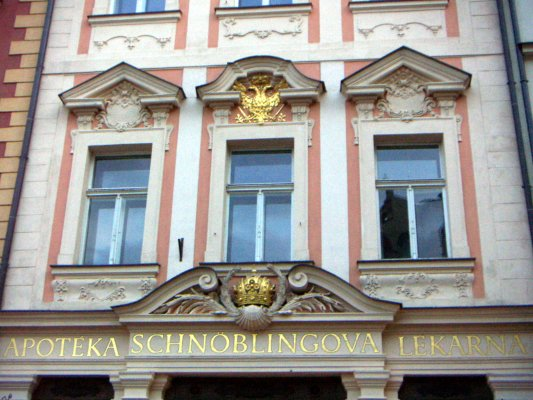
Detail domovních znamení s původním nápisem (březen 2005)

Dům byl původně průchozí. V roce 1889 nechal parter novobarokně upravit lékárník František Schnöbling, který sem přestěhoval lékárnu U Zlaté koruny (ta dříve byla v nedalekém stejnojmenném nárožním domě čp. 455); nad parterem domu vzniklo nové, pozlacené domovní znamení, císařská koruna. Kvůli ní jsou názvy U Koruny (čp. 457) a U Zlaté koruny (čp. 455) někdy zaměňovány. Nově bylo také stavitelem Františkem Kindlem vybudováno pravé (západní) dvorní křídlo.
V období let 1910–1936 byl podle plánů Tomáše Šaška a Josefa Blechy upravován interiér domu.
Po roce 1958 zde sídlilo Pražské středisko státní památkové péče a ochrany přírody.
Úzký dům stojí na hloubkové parcele, třípatrové průčelí hlavní budovy je tříosé, zakončené atikou s vikýřovým štítem a vázami. Zadní budova u Hlavsovy ulice je téměř čtvercová. Nad nevelkým vnitřním dvorem mají fasády hlavní budovy a levého (východního) křídla pavlače. V přízemí východního křídla jsou zachovány dva obdélné, profilované gotické portály.